# Хелена Ранта
Мери Хелена Ранта (рођена 11. јуна 1946) је финска форензички стоматолог . Постала је позната након њеног доприноса у неколико међународних форензичких истрага сукоба, попут оних на Косову . Сведочила је на суђењу бившем југословенском председнику Слободану Милошевићу после свог форензичког рада у селу Рачак на Косову. Она је такође била део истраге о жртвама потапања MS Естонија . 
У октобру 2008. Хелена Ранта је изјавила да је од ње затражено да измени садржај свог форензичког извештаја за случај Рачак у Југославији, како од стране финског Министарства спољних послова, тако и од стране Вилијама Вокера, шефа Организације за безбедност и сарадњу у Европи (ОЕБС) Косовске верификационе мисије, како би се приказао више експлицитан. Она је то одбила да учини, рекавши да је то „задатак Трибунала за ратне злочине“. Према Рантовим речима, у зиму 1999. године Вилијам Вокер, шеф посматрачке мисије ОЕБС-а на Косову, поломио је оловку на два дела и бацио комадиће на њу када није била вољна да користи довољно грубе речи о Србима и против њих. 
Ранта је била део тима који је истраживао наводне израелске масакре у палестинском избегличком кампу Џенин . 
Поред свог форензичког рада, она је предавач на Универзитету у Хелсинкију, што је редак случај да лиценцијат, мастер форензичар има радно место које је обично резервисано за оне са истраживачким докторатима.
Ранта је радила у Босни и Херцеговини (1996–1997), на Косову (1998–2001), Камеруну (2002), Перуу (2002), Ираку (2004), југоисточној Азији (2005), Чеченији, Перуу и Колумбији. 